# Георги Чапразов (диригент)
 Тази статия е за диригента.  За дядо му, революционер и кмет на Петрич, вижте Георги Чапразов.  
Георги Асенов Чапразов е български диригент.

## Биография
Георги Чапразов е роден на 7 октомври 1950 година в Петрич, България. Негов дядо е общественикът и революционер Георги Чапразов. Завършва Средното музикално училище „Любомир Пипков“ в София, специалност цигулка. Дипломира се като хоров диригент в Държавната музикална академия „Проф. Панчо Владигеров“ в 1974 година. Две години по-късно, в 1976 година завършва оркестрово дирижиране при професор Константин Илиев. Междувременно, от 1975 до 1976 година е диригент във Видинската филхармония. След това работи в Шуменската филхармония от 1978 до 1987 и в Плевенската филхармония от 1987 до 1990 година. От следващата 1991 година Чапразов е диригент на филхармонията в Държавната опера Русе. Специализира в Болшой театър при Марк Ермлер в 1983 година. Чапразов специализира и в Московската филхармония при Димитрий Китаенко и в Държавния симфоничен оркестър към Министерство на културата на Съветския съюз под ръководството на Генадий Рождественски.
Сред по-известните постановки, които дирижира са „Тоска“, „Бохеми“, „Травиата“, „Севилският бръснар“, „Любовен еликсир“ и други.
Чапразов е отличен с награди от международния конкурс за млади диригенти в Сан Ремо, Италия. В 1984 става носител на награда на Националния преглед на симфоничните оркестри с Шуменската филхармония, а в 1989 година и с Плевенската филхармония.
Умира след тежко боледуване на 23 февруари 2013 година в Русе.